# Outgoing-Tourismus
Als Outgoing-Tourismus (auch: Outbound-Tourismus; branchenintern kurz Outgoing) bezeichnet man im Fremdenverkehr den Ausreisetourismus von Inländern. Die inländischen Reisebüros oder Reiseveranstalter, die sich auf Planung und Verkauf solcher Angebote spezialisieren, werden auch Outgoing-Agenturen genannt.

## Tätigkeitsfeld
Das Outgoing-Geschäft bestehen im Wesentlichen in der Organisation, Vermarktung und Durchführung von Reisen aus dem Quellgebiet (üblicherweise dem Wohnort des Reisenden) in ein Zielgebiet. Diese Aufgaben werden in der Regel von Reiseveranstaltern beziehungsweise Reisebüros im Quellgebiet wahrgenommen. Üblicherweise bezeichnet Outgoing-Tourismus den grenzüberschreitenden Reiseverkehr, für den aber auch noch der spezialisiertere Begriff des Outbound-Tourismus existiert. Die Leistungen im Rahmen der Reise beziehen die Unternehmen entweder durch Direkteinkauf im Zielgebiet oder durch Partner (Incoming-Agenturen) dort. Neben generalistisch tätigen Reiseveranstaltern gibt es auch spezialisierte Agenturen, die sich beispielsweise auf die Organisation von Incentive-Reisen, Gruppenreisen oder Studienreisen fokussieren oder nur als Reisevermittler solcher Angebote auftreten.

## Rechtliche und wirtschaftliche Aspekte
Bucht der Reisende eine Pauschalreise bei einem Reiseveranstalter in seinem Heimatland, gilt das Recht in diesem Herkunftsland (maßgeblich ist der Sitz des Reiseveranstalters). Bucht der Reisende Services hingegen direkt vor Ort (egal ob nach Ankunft oder vorab) bei den einzelnen Leistungsträgern oder einer Incoming-Agentur gelten die jeweils rechtlichen Bestimmungen in der Destination.
Der Outgoing-Tourismus hat Auswirkungen auf die Handelsbilanz des jeweiligen Ursprungslandes. Die Ausgaben im internationalen Tourismus sind gleichbedeutend mit Importen und werden zu den sogenannten Invisibles gezählt. Ein Land mit mehr Outgoing- als Incoming-Tourismus weist in seiner nationalen Tourismusbilanz einen Passivüberschuss auf bzw. zeichnet sich durch einen passiven Tourismus aus. Dies führt zu einer oft umfangreichen Verlagerung von Kaufkraft und Konsum sowie damit einhergehenden touristischen Effekten aus dem Inland in das Ausland.